# Hypatopa
Hypatopa is een geslacht van vlinders van de familie spaandermotten (Blastobasidae).

## Soorten
- H. binotella

Vijfvlekspaandermot (Thunberg, 1794)
- H. ibericella Sinev, 2007
- H. inunctella

Platte spaandermot Zeller, 1839
- H. segnella (Zeller, 1873)